# Tadao Andō

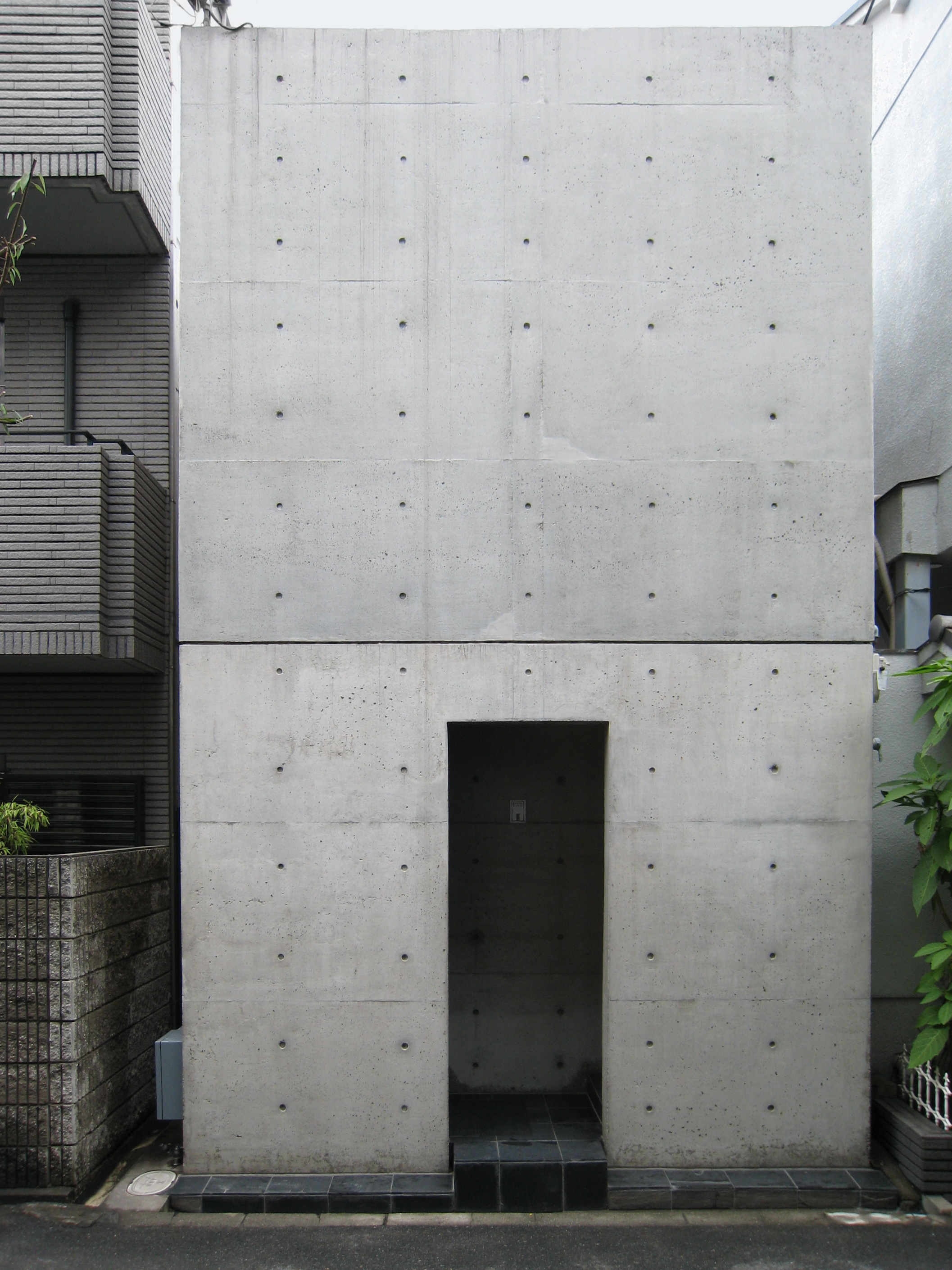
Dom Azumy, Osaka, 1976

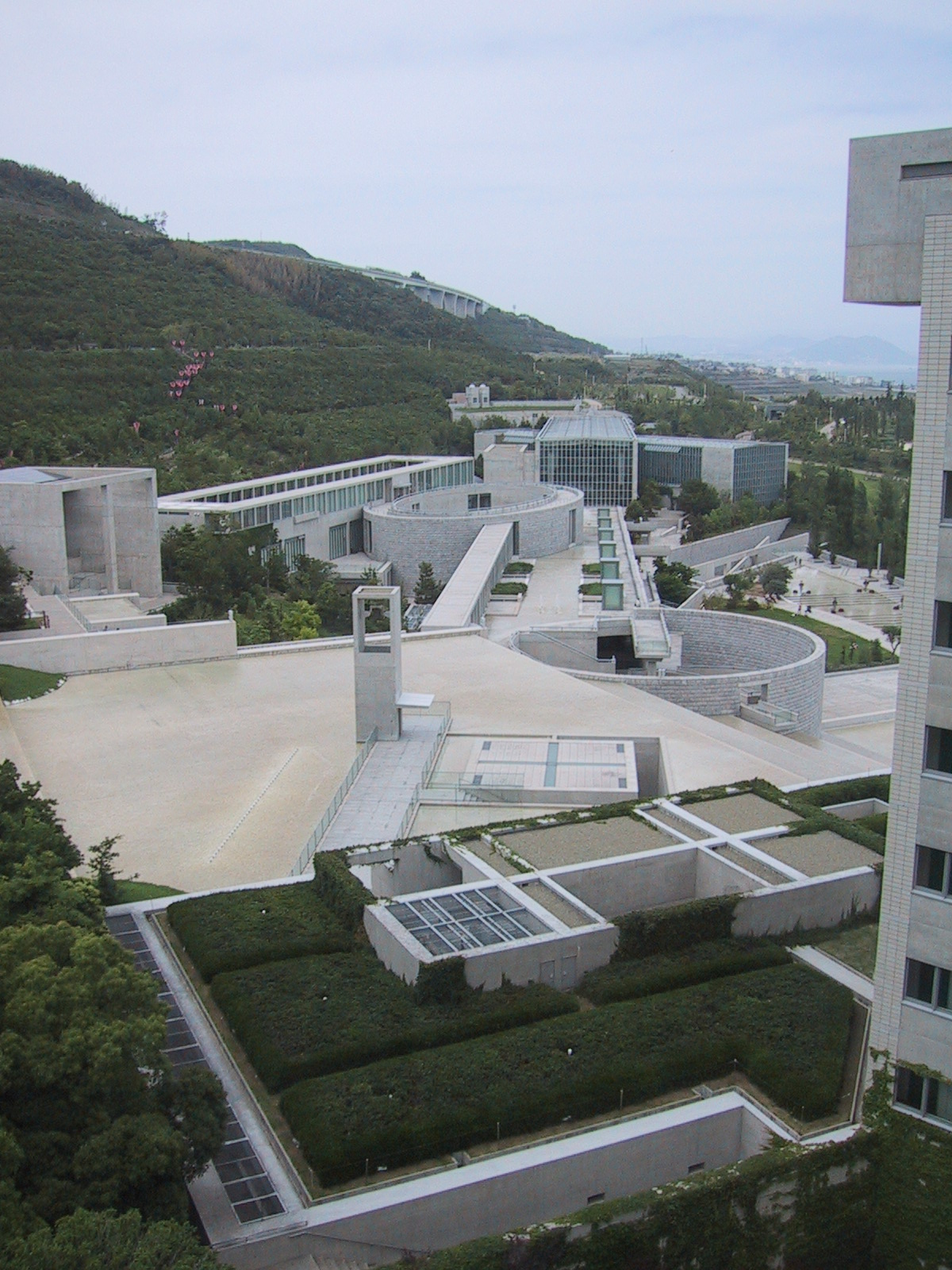
Hotel Grand Nikko na wyspie Awaji

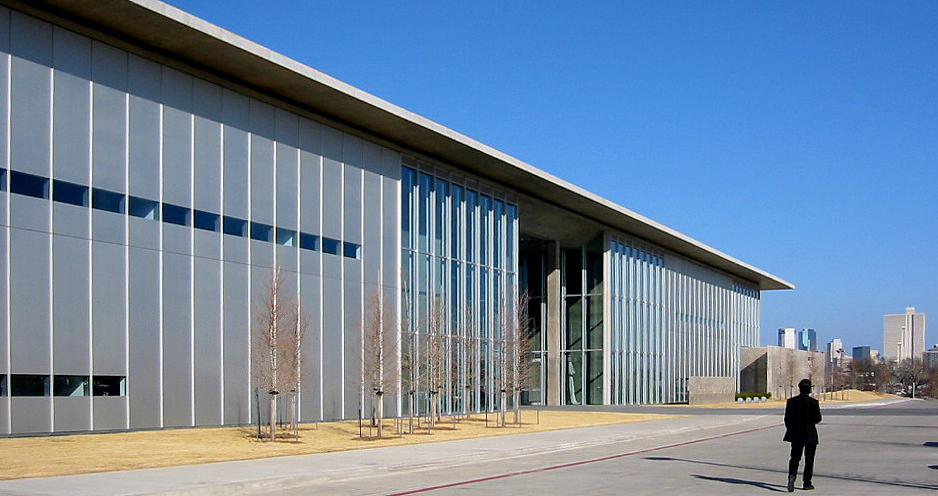
Muzeum Sztuki Współczesnej w Fort Worth w Teksasie

Tadao Andō (jap. 安藤 忠雄 Andō Tadao; ur. 13 września 1941 w Osace) – architekt japoński, w 1995 uhonorowany Nagrodą Pritzkera.

## Życiorys

### Młodość
Już jako dziecko uczył się obróbki drewna u stolarza i praktykował u kilku projektantów form przemysłowych i planistów. Świadomie zainteresował się architekturą, gdy w wieku piętnastu lat przeczytał książkę o Le Corbusierze. Andō nie uzyskał formalnego wykształcenia architektonicznego, sam nauczył się wyczulenia na niuanse przestrzeni, formy, światła i materiału. Około osiemnastego roku życia zaczął zwiedzać japońskie świątynie, sanktuaria, herbaciarnie, a także przeanalizował budynek główny Imperial Hotel (istniał w latach 1922–1967), zaprojektowany przez Franka Lloyda Wrighta. Andō studiował również oglądając budynki, czytając książki i analizując rzuty. W wieku lat 20 odbył podróże do Europy i USA, analizując wielkie budowle XX wieku. Na jego twórczość najbardziej wpłynęli Le Corbusier, Ludwig Mies van der Rohe, Alvar Aalto, Frank Lloyd Wright i Louis Kahn.

### Kariera
W 1969 Andō otworzył w Osace własne biuro architektoniczne – Tadao Ando Architect & Associates. Obecnie jest najbardziej znanym japońskim architektem. Nauczał architektury na różnych uczelniach amerykańskich, na IAA w Sofii i od 1997 na Uniwersytecie Tokijskim. W 2003 przeszedł na emeryturę.
Architekturę Andō cechuje konsekwentny puryzm. Ulubionym materiałem jest surowy beton. Rzuty i formy przestrzenne budynków składają się z prostych, wyrafinowanie przenikających się form. Wnętrza projektowane przez Andō są ascetyczne i minimalistyczne – wnętrze traktowane jest jako miejsce spotkań i zgromadzeń, światło wpada przez szczeliny w ścianach. Rzadziej występują większe, panoramiczne okna, stanowiące całą ścianę.

## Nagrody
- Nagroda Pritzkera w 1995 roku (tzw. Nobel Architektoniczny)
- the Danish Carlsberg Prize
- Alvar Aalto Medal
- the French Gold Medal of Architecture
- honorowe członkostwo Royal Institute of British Architects (RIBA)
- honorowe członkostwo American Institute of Architects (AIA).
- Nagroda Kioto w dziedzinie sztuki i filozofii w 2002 roku[1]
- Nagroda Asahi za 1994 rok[2]

## Główne dzieła
- Dom Azumy w Osace, 1976
- Kościół Światła w Ibaraki, 1989
- Pawilon konferencyjny fabryki mebli Vitra w Weil am Rhein (Niemcy), 1989-1993
- Świątynia na wodzie, 1983 w Tomamu (Hokkaido, Japonia), 1991
- Pawilon japoński na Expo ’92 w Sewilli, 1992
- Muzeum Sztuki Współczesnej w Fort Worth, 2002